# (3275) Oberndorfer
(3275) Oberndorfer est un astéroïde de la ceinture principale.

## Description
(3275) Oberndorfer est un astéroïde de la ceinture principale. Il fut découvert le 25 avril 1982 à la station Anderson Mesa par Edward L. G. Bowell. Il présente une orbite caractérisée par un demi-grand axe de 2,33 UA, une excentricité de 0,18 et une inclinaison de 8,6° par rapport à l'écliptique.

## Compléments